# Mesothriscus alternans
Mesothriscus alternans är en skalbaggsart som beskrevs av Sharp 1903. Mesothriscus alternans ingår i släktet Mesothriscus och familjen jordlöpare. Inga underarter finns listade i Catalogue of Life.